# 논리 이론가
논리 이론가(Logic Theorist)는 앨런 뉴얼, 허버트 사이먼, 클리프 쇼가 1956년에 작성한 컴퓨터 프로그램이다. 이는 자동화된 추론을 수행하도록 의도적으로 설계된 최초의 프로그램이었으며 "최초의 인공지능 프로그램"으로 설명되었다. 논리 이론가는 앨프리드 노스 화이트헤드와 버트런드 러셀의 수학 원리(Principia Mathematica) 제2장에서 처음 52개의 정리 중 38개를 증명했으며, 이들 중 일부에 대한 새롭고 짧은 증거를 발견했다.

## 같이 보기
- 중국어 방#강한 인공 지능

## 내용주
1. ↑  Logic theorist is usually considered the first true AI program, although Arthur Samuel's checkers program was released earlier. Christopher Strachey also wrote a checkers program in 1951.[2]